# Muelleranthus crenulatus
Muelleranthus crenulatus är en ärtväxtart som beskrevs av Alma Theodora Lee. Muelleranthus crenulatus ingår i släktet Muelleranthus och familjen ärtväxter. Inga underarter finns listade i Catalogue of Life.